# Prêmio Nacional de Música
O Prêmio Nacional de Música (do galego: Premio Nacional de Música) foi um galardão outorgado pela Junta de Galiza e concedido por um jurado de quinze pessoas de distintos âmbitos da cultura galega, como um dos dez Prêmios Nacionais da Cultura Galega.
Os prêmios concederam-se a criadores vivos que destacam-se esse ano pelo seu labor neste campo artístico da música, ou em reconhecimento a uma trajectória. O prêmio convocou-se unicamente em 2008, edição na que os galardoados receberam 15.000 euros de prêmio.
Ainda que com vocação de continuidade, a mudança de governo produzida em 2009 supôs a interrupção da convocatória. Ao criarem-se em 2010 os Prêmios da Cultura Galega definiu-se como continuadora a categoria Prêmio Cultura Galega de Música.

## Premiada
- 2008: Mercedes Peón